# Giải vô địch bóng rổ thế giới 2027
Giải vô địch bóng rổ thế giới 2027 (tiếng Anh: 2027 FIBA Basketball World Cup, tiếng Ả Rập: كأس العالم لكرة السلة 2027) là giải đấu thứ 20 của Giải vô địch bóng rổ thế giới dành cho các đội tuyển bóng rổ nam do Liên đoàn Bóng rổ Quốc tế tổ chức. Giải đấu do Qatar đăng cai tổ chức và là giải đấu thứ 3 có 32 đội tham dự.
Giải đấu này cũng đánh dấu lần đầu tiên Giải vô địch bóng rổ thế giới được tổ chức tại một quốc gia nằm trong khối Ả Rập, và cũng đánh dấu lần thứ 3 liên tiếp giải đấu được tổ chức tại châu Á sau Trung Quốc tại giải đấu năm 2019 cùng với liên minh Philippines, Nhật Bản và Indonesia tại giải đấu năm 2023. Qatar cũng trở thành quốc gia Hồi giáo thứ ba giành quyền đăng cai một Giải vô địch bóng rổ thế giới sau Thổ Nhĩ Kỳ tại giải đấu năm 2010 và Indonesia tại giải đấu năm 2023. Giải đấu được đánh dấu là vòng loại cho Thế vận hội Mùa hè 2024, với 2 đội xuất sắc nhất đến từ châu Mỹ và châu Âu, và đội tuyển xuất sắc nhất đến từ châu Âu, châu Á và châu Đại Dương, vượt qua vòng loại cùng với đội chủ nhà Hoa Kỳ.
Đức là nhà đương kim vô địch của giải đấu, sau khi đánh bại Serbia với tỷ số 83–77 tại trận chung kết của giải đấu năm 2023.

## Lựa chọn chủ nhà
Trong cuộc họp của Ban Chấp hành Trung ương FIBA tại Khu vực Đại đô thị Manila, Philippines diễn ra vào ngày 28 tháng 4 năm 2023, FIBA đã thông báo rằng Qatar sẽ giành quyền đăng cai giải đấu vào năm 2027. Quốc gia chủ nhà được lựa chọn thông qua một cuộc bỏ phiếu nhất trí.

## Các đội tuyển

### Vòng loại
Với tư cách là đội chủ nhà của giải đấu, Qatar được đặc cách tham dự giải đấu.
80 đội tuyển thuộc 4 khu vực của FIBA tham dự vòng loại của giải đấu sau khi đã vượt qua vòng loại của các giải đấu thuộc các cấp độ châu lục (Giải vô địch bóng rổ châu Phi 2025, Giải vô địch bóng rổ châu Mỹ 2025, Giải vô địch bóng rổ châu Á 2025, Giải vô địch bóng rổ châu Âu 2025). Đối với khu vực châu Âu và châu Mỹ, các đội không vượt qua vòng loại châu lục sẽ phải tham dự vòng sơ loại tại các khu vực nói trên. Đối với khu vực châu Á/châu Đại Dương và châu Phi, các đội tuyển tham dự Giải vô địch bóng rổ châu Phi và Giải vô địch bóng rổ châu Á sẽ tham dự vòng loại ở cả hai châu lục này.
Vòng loại thứ nhất của vòng loại các khu vực châu Phi, châu Mỹ và châu Á/châu Đại Dương sẽ có 16 đội, trong khi châu Âu có 32 đội tham dự. Các đội thi đấu ở nhóm A được chia thành các bảng đấu có 4 đội, thi đấu theo thể thức thể thức vòng tròn một lượt tính điểm, thi đấu trên sân nhà – sân khách. 3 đội đứng đầu mỗi bảng sẽ giành vé vào vòng loại thứ hai, các đội được chia thành 10 bảng, bao gồm 4 bảng đấu thuộc khu vực châu Âu và các khu vực châu Phi, châu Mỹ và châu Á/châu Đại Dương, mỗi khu vực 2 bảng đấu. Các đội vẫn sẽ giữ nguyên số điểm mình có được từ vòng 1 và sẽ gặp 3 đội tuyển còn lại ở trong các bảng đấu khác vẫn theo thể thức thi đấu trên sân nhà – sân khách. 31 đội tuyển xuất sắc nhất sẽ giành vé tham dự Giải vô địch bóng rổ thế giới 2027, cùng với đội chủ nhà Qatar.

### Các đội tuyển đã vượt qua vòng loại
| Đội tuyển | Vượt qua vòng loại | Vượt qua vòng loại      | Số lần tham dự   | Số lần tham dự | Số lần tham dự           | Thành tích tốt nhất | Thứ hạng |
| Đội tuyển | Với tư cách        | Ngày vượt qua vòng loại | Lần cuối tham dự | Số lần tham dự | Số lần tham dự liên tiếp | Thành tích tốt nhất | Thứ hạng |
| --------- | ------------------ | ----------------------- | ---------------- | -------------- | ------------------------ | ------------------- | -------- |
| Qatar     | Chủ nhà            | 28 tháng 4 năm 2023     | 2006             | 2              | 1                        | Hạng 21 (2006)      | TBD      |

## Địa điểm thi đấu
Trong một đoạn video chính thức về việc đấu thầu đăng cai cho giải đấu, Qatar đề xuất 4 địa điểm để tổ chức giải đấu. Theo FIBA, Qatar được lựa chọn là quốc gia đăng cai giải đấu do cả 4 địa điểm được đề xuất đều nằm "ở cùng một thành phố" và di chuyển cách nhau 30 phút. Có 3 trong số 4 địa điểm trên, bao gồm Nhà thi đấu Thể thao Lusail, Nhà thi đấu Ali Bin Hamad al-Attiyah và Nhà thi đấu bóng ném Duhail, nơi đã từng tổ chức thành công Giải vô địch bóng ném nam thế giới 2015. Aspire Dome là một nhà thi đấu đa năng được xây dựng để tổ chức nhiều môn thể thao trong cùng một sự kiện. Nhà thi đấu này đã từng tổ chức thành công Đại hội Thể thao châu Á 2006, Giải vô địch điền kinh trong nhà thế giới 2010 và Giải vô địch thể dục nghệ thuật thế giới 2018. Cả 4 địa điểm này đều sẽ tiếp tục được sử dụng cho Đại hội Thể thao châu Á 2030.
| Lusail                      | Doha                                | Doha            | Doha                        | LusailDoha |
| Nhà thi đấu Thể thao Lusail | Nhà thi đấu Ali Bin Hamad al-Attiya | Aspire Dome     | Nhà thi đấu bóng ném Duhail | LusailDoha |
| Sức chứa: 16,300            | Sức chứa: 8,600                     | Sức chứa: 8,000 | Sức chứa: 8,000             | LusailDoha |
|                             |                                     |                 |                             | LusailDoha |

## Sự chuẩn bị của Qatar trước giải đấu

### Lễ bàn giao
Buổi lễ bàn giao diễn ra trong thời gian nghỉ giữa giờ ở trận chung kết của giải đấu năm 2023 giữa Đức và Serbia tại Nhà thi đấu SM Mall of Asia Arena, Pasay, Philippines chính thức bàn giao quyền đăng cai giải đấu từ ba nước chủ nhà – Philippines, Nhật Bản và Indonesia sang Qatar. Các thành viên của Hội đồng Trung ương FIBA là Manuel V. Pangilinan (Philippines), Mitsuya Yuko (Nhật Bản) và thành viên của Hội đồng Đại diện Nhân dân Budi Djiwandono (Indonesia) đã chuyền bóng cho Chủ tịch của FIBA lúc đó là Hamane Niang (Mali), sau đó chuyền cho Chủ tịch Liên đoàn bóng rổ Qatar kiêm Giám đốc Tiếp thị và Truyền thông của Ủy ban Olympic Qatar Mohammed Saad Al Sheikha Asma Al Thani.

## Thể thức thi đấu
Tương tự như 2 giải đấu vào năm 2019 và 2023, giải đấu sẽ thi đấu với 3 giai đoạn - giai đoạn vòng bảng, vòng 2 và vòng cuối cùng. Ở giai đoạn vòng bảng, 32 đội tuyển sẽ được chia thành 8 bảng đấu, mỗi bảng 4 đội (A–H), các đội cùng bảng sẽ thi đấu theo thể thức vòng tròn một lượt tính điểm. Hai đội đầu bảng sẽ giành vé vào vòng 2, còn hai đội cuối bảng sẽ phải thi đấu vòng phân hạng để xác định các đội xếp vị trí từ 17 đến 32. Ở vòng 2, sẽ có 4 bảng đấu (I–L) mỗi bảng 4 đội đi tiếp từ giai đoạn vòng bảng, 2 đội cùng bảng ở giai đoạn vòng bảng không gặp nhau ở vòng này, họ sẽ gặp 2 đội tuyển xuất sắc nhất ở bảng đấu khác (ví dụ như 2 đội ở bảng A gặp 2 đội ở bảng B) và gặp nhau một lần. Hai đội đứng đầu mỗi bảng sẽ giành vé tham dự vào vòng cuối cùng. Các đội bị loại ở tứ kết sẽ gặp nhau tại vòng phân hạng để xác định các đội xếp vị trí thứ 5 đến thứ 8.

## Tài trợ
| Đối tác toàn cầu của FIBA                                                            |
| ------------------------------------------------------------------------------------ |
| - Ganten - Tập đoàn Molten - Nike - Smart Communications - Tissot - Tập đoàn Vạn Đạt |